# Calvera
Calvera ist eine süditalienische Gemeinde (comune) in der Provinz Potenza in der Basilikata und zählt 355 Einwohner (Stand am 31. Dezember 2023). Die Gemeinde liegt etwa 61,5 Kilometer südsüdöstlich von Potenza im Nationalpark Pollino und gehört zur Comunità Montana Alto Sinni.